# Championnat de Gambie de football 2015-2016
Navigation
Édition précédente Édition suivante
La saison 2015-2016 du Championnat de Gambie de football est la quarante-huitième édition de la GFA League First Division, le championnat national de première division en Gambie. Les douze équipes engagées sont regroupées au sein d'une poule unique où elles affrontent deux fois leurs adversaires, à domicile et à l'extérieur. En fin de saison, les deux derniers du classement sont relégués et remplacés par les deux meilleurs clubs de deuxième division.
C'est le club de Gambia Ports Authority qui remporte la compétition cette saison après avoir terminé en tête du classement, avec un seul point d'avance sur Brikama United et le Real de Banjul. C'est le sixième titre de champion de Gambie de l'histoire du club.

## Participants
- Steve Biko FC - Promu de D2
- Serekunda United
- Real de Banjul
- Banjul United
- Hawks FC
- Bombada United
- Wallidan FC
- Brikama United
- Armed Forces FC
- Samger FC - Promu de D2
- Gambia Ports Authority
- Gamtel FC

## Compétition

### Classement
Le classement est établi sur le barème de points suivant : victoire à 3 points, match nul à 1, défaite à 0.
| Rang | Équipe                 | Pts | J  | G  | N  | P  | Bp | Bc | Diff |
| ---- | ---------------------- | --- | -- | -- | -- | -- | -- | -- | ---- |
| 1    | Gambia Ports Authority | 42  | 22 | 11 | 9  | 2  | 21 | 11 | +10  |
| 2    | Brikama UnitedC        | 41  | 22 | 10 | 11 | 1  | 23 | 8  | +15  |
| 3    | Real de Banjul         | 41  | 22 | 11 | 8  | 3  | 24 | 12 | +12  |
| 4    | Gamtel FCT             | 31  | 22 | 7  | 10 | 5  | 21 | 18 | +3   |
| 5    | Hawks FC               | 27  | 22 | 5  | 12 | 5  | 19 | 18 | +1   |
| 6    | Steve Biko FCP         | 25  | 22 | 6  | 7  | 9  | 10 | 13 | -3   |
| 7    | Bombada United         | 24  | 22 | 5  | 9  | 8  | 25 | 29 | -4   |
| 8    | Samger FCP             | 24  | 22 | 4  | 12 | 6  | 20 | 24 | -4   |
| 9    | Armed Forces FC        | 23  | 22 | 4  | 11 | 7  | 13 | 18 | -5   |
| 10   | Serekunda United       | 20  | 22 | 3  | 11 | 8  | 13 | 19 | -6   |
| 11   | Wallidan FCC           | 20  | 22 | 4  | 8  | 10 | 13 | 26 | -13  |
| 12   | Banjul United          | 18  | 22 | 2  | 12 | 8  | 22 | 28 | -6   |

|  | Qualification pour la Ligue des champions de la CAF 2017                               |
|  | Qualification pour la Coupe de la confédération 2017                                   |
|  | Relégation directe en deuxième division                                                |
|  | T : Tenant du titre C : Vainqueur de la Coupe de Gambie P : Promu de deuxième division |

## Bilan de la saison
| Championnat de Gambie de football 2015-2016 |                                   |
| Champion                                    | Gambia Ports Authority (6e titre) |
| Coupes et trophées                          |                                   |
| Vainqueur de la Coupe de Gambie 2015-2016   | Brikama United                    |
| Qualifications continentales                |                                   |
| Ligue des champions de la CAF 2017          | Gambia Ports Authority            |
| Coupe de la confédération 2017              | Brikama United                    |
| Promotions et relégations                   |                                   |
| Promus en First Division                    | Marimoo FC                        |
| Promus en First Division                    | Tallinding United                 |
| Relégués en Second Division                 | Wallidan FC                       |
| Relégués en Second Division                 | Banjul United                     |